# Kanon (Bibel)
Der Kanon der Bibel, genannt auch Bibelkanon oder Kanon der Heiligen Schrift, ist jene Liste von Schriften, die das Judentum und das Christentum als Bestandteile ihrer Bibel festgelegt (kanonisiert) und so zum Maßstab (Kanon) ihres Glaubens und ihrer Lebensgestaltung gemacht haben.
Im Judentum wurde zuerst die Tora, die fünf Bücher Mose, zur normativen Heiligen Schrift. Ihr wurden weitere prophetische und weisheitliche Schriften zur Seite gestellt.
Die jüdische Jesusbewegung hat dann diese dreiteilige Sammlung beibehalten („Alles muss in Erfüllung gehen, was im Gesetz des Mose, bei den Propheten und in den Psalmen über mich geschrieben steht.“ Lk 24,44 ). In weiterer Folge hat die Alte Kirche das Alte Testament (AT) dem Neuen Testament (NT) vorangestellt. Damit hat sie zugleich die bleibende Geltung der jüdischen Bibel für den christlichen Glauben bestätigt.
Die Lutherbibel begrenzt das AT auf jene 39 Bücher, deren hebräische Texte in anderer Anordnung auch im Tanach kanonisiert sind. Andere vorchristliche, jüdische Schriften, die weiterhin in der Römisch-katholischen und den Orthodoxen Kirchen uneingeschränkt Anerkennung finden, werden im evangelischen Umfeld als apokryph oder deuterokanonisch bezeichnet.
In der Christenheit galten die vier Evangelien sowie eine Sammlung von Paulusbriefen bereits im 2. Jahrhundert als normativ. Damit war der Kern des Neuen Testaments festgelegt, aber es blieben noch „Randfragen der Unsicherheit“. Um 400 hat sich dann der genaue Umfang des Neuen Testaments mit 27 Schriften durchgesetzt.

## Begriff
Kanon, altgriechisch κανών kanṓn bedeutet je nach Kontext unter anderem Richtschnur, Regel, Vorschrift. Im Sinne eines ethischen Maßstabes, oder einer Vorschrift für eine Erkenntnis, ein Urteil oder Verhalten, also einer handlungsleitenden Norm kennt Paulus von Tarsus den Begriff kanṓn (2 Kor 10,13–16  und Gal 6,16 ). Schriften christlicher Theologen verbinden ihn seit etwa 150 mit Begriffen wie Wahrheit, Glauben und Kirche (lateinisch: regula veritatis/fidei/ecclesiae) und beziehen ihn zur Abgrenzung von Häresien auf Teile oder die Gesamtheit der in der Kirche anerkannten Glaubens- und Lehrtradition.
Dabei bezeichnete der Ausdruck sowohl einen inhaltlichen Wahrheitsanspruch als Norm dieser Tradition als auch ihren äußeren Umfang als Katalog oder Liste maßgebender Dokumente:

„Der Kanon ist die Norm, nach der alles in der Kirche sich richtet; kanonisieren heißt: als Bestandteil dieser Norm anerkennen.“

Erst seit etwa 350 ist der Kanonbegriff in der heute gebräuchlichen Verwendung nachweisbar. So grenzt z. B. Athanasius im Jahr 367 kanonische Bücher gegenüber apokryphen Schriften ab. Seither bezogen ihn christliche Theologen auf alle in der Kirche anerkannten heiligen Schriften, also auf ihre Bibel. Bis dahin wurden bereits, wie in den Evangelien bezeugt, normative Schriften des Alten Testaments unter dem Begriff „das Gesetz und die Propheten“ zusammengefasst (Mt 5,17 ; 7,12 ; 22,40  und entsprechend Lk 16,17  etc.). Gleichzeitig war für die wichtigen neuen Bücher und Briefe der allgemeine Begriff ἡ γραφή he graphḗ, deutsch ‚die Schrift‘ geläufig.

## Tanach
Die jüdische, auf Hebräisch und teilweise auf Aramäisch abgefasste Bibel entstand in einem längeren Prozess. Am Beginn standen wohl mündliche Überlieferungen, die dann verschriftet wurden. Es wurde zusammengestellt, redigiert und abgeschrieben.
Im Mittelpunkt standen die als Gottes Offenbarung geltenden Rechtstraditionen.
Das Deuteronomium, Devarim, hebräisch: „Worte“, zitiert, ergänzt und aktualisiert ältere Gesetzeskorpora, autorisiert sie als große Moserede und gab ihnen damit für alle Israeliten kanonischen Rang. Eine Vorform des Deuteronomiums legitimierte Josias Kultzentralisation (um 622 v. Chr.). Die feierliche Verlesung der Tora nach dem Wiederaufbau des Tempels (ab 539 v. Chr.; Neh 8,1) setzt ihre kanonische Geltung für das Judentum voraus. Abgeschlossen war sie spätestens mit dem Beginn ihrer griechischen Übersetzung (um 250 v. Chr.). Sie blieb auch für die Samaritaner, die sich vom Jerusalemer Tempelkult trennten, die alleingültige Heilige Schrift: Daraus entstand ihr Samaritanischer Pentateuch.
Um 200 v. Chr. war auch die Sammlung der Prophetenbücher abgeschlossen, die der Tora als zweiter Hauptteil der jüdischen Bibel nachgeordnet wurden. Sie sind in den Schriftrollen vom Toten Meer (entstanden zwischen 200 v. und 40 n. Chr.) als bekannt vorausgesetzt und großenteils in Handschriften überliefert und kommentiert.
Das apokryphe Buch Jesus Sirach (um 190 v. Chr. entstanden) setzt eine dreiteilige, aus Tora (den fünf Büchern des Mose), Geschichts- (Jos, Ri, Sam, Kön) und Prophetenbüchern (Jes, Jer, Ez und Zwölfprophetenbuch) bestehende Bibel voraus. Der um 117 v. Chr. entstandene griechische Prolog dazu nennt eine unbestimmte Zahl weiterer, poetisch-weisheitlicher „Schriften“.
Um 90 n. Chr. sagte Flavius Josephus, dass es bei den Juden 22 Bücher Heiliger Schriften entsprechend der Anzahl der Buchstaben des hebräischen Alphabets gebe:
„Es [gibt] bei uns nicht Tausende von Büchern, die nicht übereinstimmen und sich widersprechen, sondern nicht mehr als 22 Bücher, welche die Niederschrift des ganzen Zeitraums enthalten und zu Recht Vertrauen gefunden haben. Und von diesen stammen fünf von Moses, welche die Gesetze umfassen und die Überlieferung vom Ursprung der Menschheit bis zu seinem eigenen Ende; dieser Zeitraum ist nur wenig kürzer als dreitausend Jahre. Vom Tod des Moses bis zur Herrschaft des Artaxerxes, des Königs der Perser nach Xerxes, haben die auf Moses folgenden Propheten die Begebenheiten ihrer Zeit aufgezeichnet in dreizehn Büchern; die übrigen vier enthalten Hymnen an Gott und Lebensanweisungen für die Menschen.“
Die 13 Bücher der Propheten und die 4 Bücher Hymnen und Lebensanweisungen führt Josephus nicht namentlich an.
Um 100 nannte eine davon unabhängige Quelle, nämlich das 4. Buch Esra (14,18–48), 24 von Esra diktierte, verbalinspirierte heilige Schriften; 24 als doppelte Zahl der Zwölf Stämme Israels bzw. der Monate.
Auf 24 Bücher kommt man, wenn 1/2 Sam, 1/2 Kön, 1/2 Chr, Esr/Neh und das Zwölfprophetenbuch als je ein Buch gezählt werden. Um die Zahl der von Josephus genannten 22 Bücher zu erreichen, kann man das Richterbuch und das Buch Rut sowie das Jeremiabuch und die Klagelieder Jeremias zusammenfassen.
Es ist unsicher, wann der Umfang des dritten Teils im Judentum festgelegt wurde. Bis um 1980 sprach die theologische Forschung von einer Synode von Jabne; dort sollte um 100 über einige umstrittene Schriften von Rabbinern beraten und entschieden worden sein. Als Indiz dafür wurden Diskussionen über die Frage gewertet, ob das Predigerbuch und das Hohelied „die Hände verunreinigten“ Mischna (mJad 3,5). John Barton meint, dass diese Unsicherheit (ob sie die Hände verunreinigen) darauf beruhte, dass in diesen Büchern der Gottesname JHWH fehlt (weil es ohnehin seltsam klingt, dass die Lektüre heiliger Schriften „die Hände verunreinigen“ sollten). Demnach wäre hier nicht die Kanonizität dieser Schriften in Frage gestellt.
Die tatsächliche Bedeutung solcher anerkannter Schriften konnte sehr unterschiedlich sein. Das lässt sich bei den Schriftrollen vom Toten Meer sehen:
- Die Tora hatte überragende Bedeutung, insbesondere das Deuteronomium.
- Unter den prophetischen Schriften stehen Jesaja und das Zwölfprophetenbuch voran, dann Jeremia, die (als prophetisch betrachteten) Psalmen und das Buch Daniel.
- Nicht allgemein anerkannte Schriften, wie das Jubiläenbuch und die Henochbücher, wurden ebenfalls hoch geschätzt.
- Dagegen sind die Chronikbücher und Esra/Nehemia kaum bezeugt und das Buch Ester fehlt ganz.

In der jüdischen Diaspora wurden anscheinend auch zusätzliche Schriften aus dem Umfeld der Septuaginta geschätzt. Diese wurde ab etwa 400 der christlichen Aneignung überlassen. Neue Übersetzungen des Tanachs ins Griechische setzten sich im rabbinischen Judentum nicht durch. Solche Übersetzungen wurden von Aquila, Symmachus dem Ebioniten und Theodotion hergestellt.

## Altes Testament

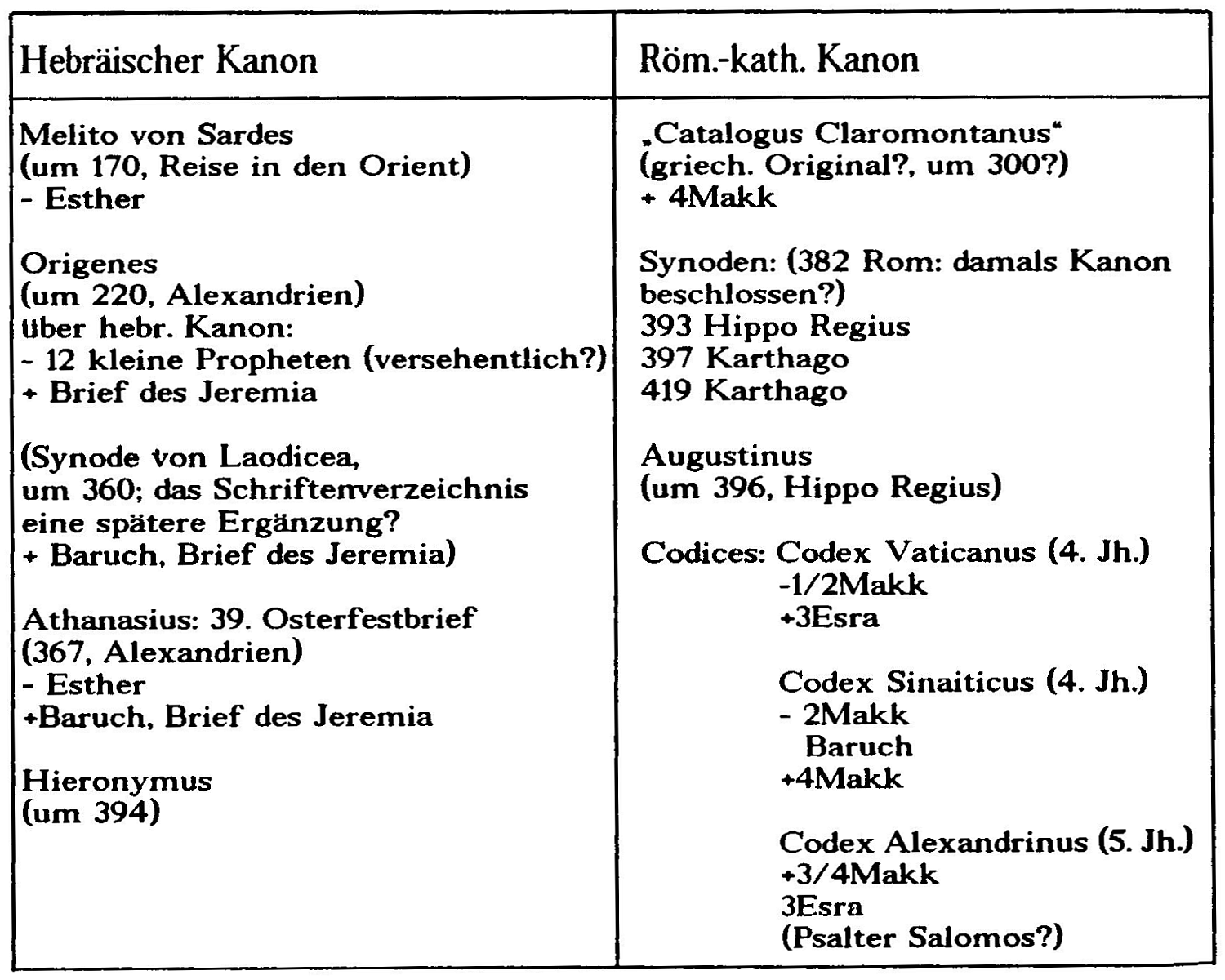
Schaubild zur Entwicklung des AT-Kanons bis zum 5. Jahrhundert (nach Franz Stuhlhofer. Es werden bei den einzelnen Kirchenvätern, Synoden und Codices nur jeweils die Abweichungen vom Tanach (linke Spalte) sowie vom die Deuterokanonika einschließenden katholischen Kanon (rechte Spalte) angegeben.

Für Jesus und die Urchristen war der bezüglich seines Umfangs noch nicht endgültig festgelegte, aber schon dreiteilige Tanach die maßgebende Heilige Schrift. Auf diese bezogen sie ihre eigene Botschaft und legitimierten sie als deren Auslegung. Trotz inhaltlicher Differenzen etwa zur Rolle der Tora im Galaterbrief (vgl. Mt 5,17 ff.) blieben die jüdischen heiligen Schriften für sie verbindliche Offenbarungszeugnisse JHWHs, dessen Willen Jesus Christus endgültig erfüllt und in seiner Auslegung bekräftigt habe.
Marcion wollte die jüdische Bibel um 150 aus der christlichen Bibel ausschließen und nur ein vom Judentum „gereinigtes“, reduziertes NT anerkennen. Demgegenüber behielten die Kirchenväter die jüdischen heiligen Schriften als gültigen ersten Teil des christlichen Bibelkanons bei.
Die Septuaginta verdankt ihren Namen ihrer Entstehungslegende, die sich aber nur auf die fünf Bücher Mose beziehen. Ihre jüngsten Bestandteile sind etwa 100 n. Chr. als Übersetzungen entstanden.
Bei den Kirchenvätern finden sich gelegentlich auch Bezugnahmen auf die sogenannten „deuterokanonischen“ Schriften, die in Septuaginta-Handschriften enthalten sind, ohne von Rabbinern anerkannt worden zu sein. Es lässt sich nicht nachweisen, dass damals ein jüdischer, „alexandrinischer Kanon“ existiert hat.
Melito von Sardes übersetzte den griechischen Ausdruck palaia diathēkē – „Alter Bund“ (2 Kor 3,14) um 170 auf Lateinisch erstmals mit vetus testamentum („Altes Testament“) und bezog ihn auf sämtliche ihm bekannten heiligen jüdischen Schriften. Seine Liste davon umfasste alle Schriften des Tanach außer dem Buch Ester. Er stellte diese Liste laut Eusebius von Caesarea nach einer eigens dazu unternommenen Forschungsreise nach Palästina auf.
Auch Origenes kannte den Kanon des Tanach, bezeichnete die Makkabäerbücher und das Henochbuch als nicht dazugehörig und die nicht öffentlich gebrauchten Zusatzschriften als apokryph („verborgen“). Für Hieronymus war der Tanach 393 vom Heiligen Geist inspirierte hebraica veritas („hebräische Wahrheit“).
Die Bischofssynoden von Rom (382), Hippo (393) und Karthago (397, 419) schlossen jedoch auch die Bücher Judit, Tobit, Weisheit Salomos, 1. und 2. Makkabäer, Jesus Sirach, Baruch mit dem Jeremia und griechische Zusätze zu Ester und Daniel in den Kanon des AT ein. Sie folgten damit den mehrheitlich aus Heidenchristen bestehenden Gemeinden des Mittelmeerraums außerhalb Palästinas, in deren Gottesdiensten griechische Septuagintatexte verlesen wurden.

## Tabelle von Tanach und AT
| Tanach 24 Bücher | Septuaginta Alte Kirche (ca. 400) 54 Bücher | AT römisch-katholisch Vulgata (Trient 1546) 46 Bücher | AT orthodox Synode von Jerusalem (1672)                                    | AT evangelisch Lutherbibel (1534) 39 Bücher                      |
| --- | --- | --- | -------------------------------------------------------------------------- | ---------------------------------------------------------------- |
| | kursiv: Pseudepigraphen | kursiv: Deuterokanonische | kursiv: Anaginoskomena                                                     |                                                                  |
| Tora | Pentateuch | Pentateuch | Pentateuch                                                                 | Fünf Bücher Moses                                                |
| Bereschit (בְּרֵאשִׁית) Schemot (שְׁמוֹת) Wajikra (וַיִּקְרָא) Bemidbar (בַּמִדְבַּר) Devarim (דְּבָרִים)                                                                                        | Gen = Genesis Ex = Exodus Lev = Leviticus Num = Numeri Dtn = Deuteronomium                                                                                                   | Gen = Genesis Ex = Exodus Lev = Leviticus Num = Numeri Dtn = Deuteronomium                                                                                | Gen = Genesis Ex = Exodus Lev = Leviticus Num = Numeri Dtn = Deuteronomium | 1. Buch Mose 2. Buch Mose 3. Buch Mose 4. Buch Mose 5. Buch Mose |
| Nevi’im (Propheten) | Geschichtsbücher | Geschichtsbücher | Geschichtsbücher                                                           | Geschichtsbücher                                                 |
| Vordere Propheten - Buch Josua - Buch Richter - Samuelbuch (1Sam+2Sam) - Königsbuch (1Kön+2Kön) Hintere Propheten - Jesaja - Jeremia - Ezechiel - Zwölfprophetenbuch      | Josua Richter Rut 1. Buch der König(reich)e (1Sam) 2. Buch der König(reich)e (2Sam) 3. Buch der König(reich)e (1Kön) 4. Buch der König(reich)e (2Kön)                        | Josua Richter Rut 1 Samuel 2 Samuel 1 Könige 2 Könige | Josua Richter Rut 1 Samuel 2 Samuel 1 Könige 2 Könige                      | Josua Richter Rut 1 Samuel 2 Samuel 1 Könige 2 Könige            |
| Vordere Propheten - Buch Josua - Buch Richter - Samuelbuch (1Sam+2Sam) - Königsbuch (1Kön+2Kön) Hintere Propheten - Jesaja - Jeremia - Ezechiel - Zwölfprophetenbuch      | 1. Buch Paralipomenon (1Chr) 2. Buch Paralipomenon (2Chr) | 1 Chronik 2 Chronik | 1 Chronik 2 Chronik                                                        | 1 Chronik 2 Chronik                                              |
| Vordere Propheten - Buch Josua - Buch Richter - Samuelbuch (1Sam+2Sam) - Königsbuch (1Kön+2Kön) Hintere Propheten - Jesaja - Jeremia - Ezechiel - Zwölfprophetenbuch      | 1. Buch Esdras (3Esra) | | 1. Esdras (3Esra)                                                          |                                                                  |
| Vordere Propheten - Buch Josua - Buch Richter - Samuelbuch (1Sam+2Sam) - Königsbuch (1Kön+2Kön) Hintere Propheten - Jesaja - Jeremia - Ezechiel - Zwölfprophetenbuch      | 2. Buch Esdras (Esra+Neh) Ester (mit Zusätzen) Judit Tobit | 1 Esra (Esra) 2 Esra (Neh) Tobit Jdt = Judit Ester (mit Zusätzen)                                                                                         | 2. Esdras (Esra) Nehemia Est (mit Zusätzen) Tob Jdt                        | Esra Neh Est                                                     |
| Vordere Propheten - Buch Josua - Buch Richter - Samuelbuch (1Sam+2Sam) - Königsbuch (1Kön+2Kön) Hintere Propheten - Jesaja - Jeremia - Ezechiel - Zwölfprophetenbuch      | 1. Buch der Makkabäer 2. Buch der Makkabäer 3. Buch der Makkabäer 4. Buch der Makkabäer                                                                                      | 1 Makkabäer 2 Makkabäer | 1 Makk 2 Makk 3 Makk                                                       | Esra Neh Est                                                     |
| Ketuvim (Schriften) | Bücher der Weisheit | Bücher der Weisheit | Bücher der Weisheit                                                        | Dichtung / Lehrbücher                                            |
| Psalmen Ijob Buch der Sprichwörter Megillot (Festrollen) Buch Rut Hoheslied Kohelet Klagelieder Jeremias Buch Ester Daniel Buch Esra + Buch Nehemia Chronik (1Chr + 2Chr) | Psalmen (mit Ps 151) Oden (mit Gebet des Manasse) Sprüche (~ Salomos, Prov) Ecclesiastes (Koh) Hoheslied Job (Ijob, Hiob) Weisheit (~ Salomos) Jesus Sirach (Ecclesiasticus) | Ijob Ps Spr Koh Hld Weish Sir | Ijob Ps (mit Ps 151) Spr Koh Hld Weish Sir                                 | Hiob Ps Spr Koh (Pred) Hld                                       |
| Psalmen Ijob Buch der Sprichwörter Megillot (Festrollen) Buch Rut Hoheslied Kohelet Klagelieder Jeremias Buch Ester Daniel Buch Esra + Buch Nehemia Chronik (1Chr + 2Chr) | Kleine Propheten | Große Propheten | Große Propheten                                                            | Große Propheten                                                  |
| Psalmen Ijob Buch der Sprichwörter Megillot (Festrollen) Buch Rut Hoheslied Kohelet Klagelieder Jeremias Buch Ester Daniel Buch Esra + Buch Nehemia Chronik (1Chr + 2Chr) | Osee (Hos) Amos Michäas (Mi) Joel Abdias (Obd) Jonas (Jona) Nahum Habakuk Sophonias (Zef) Aggäus (Hag) Zacharias (Sach) Malachias (Mal)                                      | Jesaja Jeremia Klgl, Klagelieder Ezechiel Baruch (mit BrJer) Daniel                                                                                       | Jes Jer Klgl Bar BrJer = Brief des Jeremia Ez                              | Jes Jer + Klgl Ez Dan                                            |
| Psalmen Ijob Buch der Sprichwörter Megillot (Festrollen) Buch Rut Hoheslied Kohelet Klagelieder Jeremias Buch Ester Daniel Buch Esra + Buch Nehemia Chronik (1Chr + 2Chr) | Osee (Hos) Amos Michäas (Mi) Joel Abdias (Obd) Jonas (Jona) Nahum Habakuk Sophonias (Zef) Aggäus (Hag) Zacharias (Sach) Malachias (Mal)                                      | Kleine Propheten |                                                                            |                                                                  |
| Psalmen Ijob Buch der Sprichwörter Megillot (Festrollen) Buch Rut Hoheslied Kohelet Klagelieder Jeremias Buch Ester Daniel Buch Esra + Buch Nehemia Chronik (1Chr + 2Chr) | Osee (Hos) Amos Michäas (Mi) Joel Abdias (Obd) Jonas (Jona) Nahum Habakuk Sophonias (Zef) Aggäus (Hag) Zacharias (Sach) Malachias (Mal)                                      | Hos = Hosea Joel = Joël Am = Amos Obd = Obadja Jona = Jona Mi = Micha Nah = Nahum Hab = Habakuk Zef = Zefanja Hag = Haggai Sach = Sacharja Mal = Maleachi |                                                                            |                                                                  |
| Psalmen Ijob Buch der Sprichwörter Megillot (Festrollen) Buch Rut Hoheslied Kohelet Klagelieder Jeremias Buch Ester Daniel Buch Esra + Buch Nehemia Chronik (1Chr + 2Chr) | Große Propheten | |                                                                            |                                                                  |
| Psalmen Ijob Buch der Sprichwörter Megillot (Festrollen) Buch Rut Hoheslied Kohelet Klagelieder Jeremias Buch Ester Daniel Buch Esra + Buch Nehemia Chronik (1Chr + 2Chr) | Isaias (Jes) Jeremias (Jer) Baruch Klagelieder (~ Jeremias) Brief des Jeremia Ezechiel Daniel (+ Zusätze: Kap. 3b, Susanna im Bade, Bel und der Drache)                      | |                                                                            |                                                                  |
| | | Apokryphen (1592) | Anhang                                                                     |                                                                  |
| OrMan = Oratio Manasse 3 Esra 4 Esra Psalm 151 | 4 Makk OrMan | |                                                                            |                                                                  |

## Neues Testament

### Umfang
Die 27 in griechischer Sprache verfassten Schriften des NT wurden spätestens mit dem 39. Osterfestbrief des Athanasius (367) von fast allen damaligen Christen als gültiger Teil des Bibelkanons anerkannt. Sie gehören in fast allen christlichen Konfessionen bis heute unumstritten dazu; nur ihre Reihenfolge variiert etwas.
Unumstritten waren immer die vier Evangelien, die Apostelgeschichte, die Paulusbriefe einschließlich der Pastoralbriefe, und der 1. Brief des Johannes. Teilweise angezweifelt, aber schließlich von allen christlichen Traditionen anerkannt, wurden die folgenden drei Bücher:
- der Hebräerbrief (im Osten nie angezweifelt, im Westen auch nach dem Ende der Antike umstritten)
- der Brief des Jakobus und
- der 1. Brief des Petrus (wurde nur selten angezweifelt).

Von fast allen Traditionen anerkannt wurden folgende fünf Bücher:
- der 2. Brief des Petrus (oft angezweifelt),
- der 2. und 3. Brief des Johannes
- der Brief des Judas und
- die Offenbarung des Johannes (im Westen nicht angezweifelt, im Osten teils noch im 17. Jahrhundert verworfen).

Nur in der assyrischen Tradition, beginnend mit der syrischen Peschitta, sind die genannten fünf Bücher nicht anerkannt.
Mehrere Schriften wurden zeitweise regional hochgeschätzt, aber schließlich nicht ins Neue Testament aufgenommen:
- der 1. und 2. Clemensbrief,
- die Didache (in der Spätantike verworfen, 1873 wiederentdeckt),
- der Barnabasbrief,
- der Hirte des Hermas,
- das Hebräerevangelium und
- die Offenbarung des Petrus.

### Paulusbriefe
Zuerst wurden die Paulusbriefe gesammelt; 2 Petr 3,15 f.  setzt bereits eine Sammlung voraus, die laut einigen NT-Historikern (David Trobisch, Robinson) schon um 70 im Umlauf war. Sie wurden in den christlichen Gemeinden als über den aktuellen Anlass hinaus maßgebliches Evangelium verlesen (1 Thess 5,27 ; Röm 16,16 ). Der Autor Paulus von Tarsus wünschte ihre Weitergabe auch an Gemeinden, die er nicht selbst gegründet hatte (Gal 1,2 ; 2 Kor 1,1 ); sie wurden nach Kol 4,16  ausgetauscht, wobei vor Fälschungen gewarnt wurde (2 Thess 2,2 ; 2 Thess 3,17 ). Damit erkannten auch seine Gegner die Autorität des Paulus an (2 Kor 10,10 f. ). Umfang und Reihenfolge der Paulusbriefsammlung blieb jedoch bis etwa 200 uneinheitlich.

### Zweites Jahrhundert
Seit dem späten 2. Jahrhundert erstellten Kirchenväter Listen, sogenannte Kataloge kanonischer Bücher. Ihr wichtigstes Kriterium für die Aufnahme in den Kanon war die Verfasserschaft durch einen von Jesus selbst berufenen Apostel oder eine von einem Apostel autorisierte Abfassung. Das Matthäus- und Johannesevangelium galten als apostolisch, das Markusevangelium als von Simon Petrus, das Lukasevangelium von Paulus bestätigt.
Neben diesem Kriterium gab es noch zwei weitere wichtige Kriterien: die Orthodoxie (Rechtgläubigkeit, also die Übereinstimmung mit der Lehre der Kirchen) sowie das Verwendetwerden in den kirchlichen Gottesdiensten der verschiedenen Regionen. Dass diese Kriterien auch schon vor 170 angewandt wurden, wird oft vermutet, ist aber nicht durch historische Quellen gesichert. Daher wurden diese ca. 100 Jahre bis etwa 170 in Bezug auf die Bildung des NT-Kanons als „geheimnisvolles Jahrhundert“ bezeichnet.

„Auch waren die später sogenannten neutestamentlichen Schriften durchaus im kirchlichen Gebrauch. Sie wurden in den Gottesdiensten gelesen, sie galten als Richtschnur für die Ordnung der Gemeinden und wurden als Hilfe für den Katechumenenunterricht verwendet. Auch in theologischer Hinsicht bediente man sich ihrer selbstverständlich.“

Um 150 existierte eine Sammlung der vier Evangelien, die Tatian für sein Diatessaron verwendete. Das Johannesevangelium war um 125 in Ägypten in Gebrauch. Solche von den Kirchenvätern oft zitierten Schriften des NTs (oder schriftliche Vorformen davon?) wurden schon früh als Autorität betrachtet, ähnlich wie die Schriften des ATs. Hier einige Beispiele (wobei 1. Tim. und 2. Petrus nach einigen konservativen Theologen echt sind, also um 60 n. Chr. geschrieben wurden):
- Im 2. Petrusbrief 3,15f steht:

„Und achtet die Langmut unseres Herrn für Errettung, wie auch unser geliebter Bruder Paulus nach der ihm gegebenen Weisheit euch geschrieben hat, wie auch in allen Briefen, wenn er in ihnen von diesen Dingen redet. In diesen Briefen ist einiges schwer zu verstehen, was die Unwissenden und Unbefestigten verdrehen wie auch die übrigen Schriften zu ihrem eigenen Verderben.“

In Vers 16 werden die Paulusbriefe mit „den übrigen Schriften“ gleichgesetzt – mit altgriechisch ἡ γραφή hē graphḗ (‚die Schrift‘) ist im NT normalerweise das AT oder ein Teil davon gemeint.
- In 1 Tim 5,18 EU heißt es:

„Denn die Schrift sagt: ‚Du sollst dem Ochsen zum Dreschen keinen Maulkorb anlegen‘, und: ‚Wer arbeitet, hat ein Recht auf seinen Lohn.‘“

Das erste Zitat ist Dtn 25,4 , das zweite findet sich nicht im AT, jedoch wörtlich in Lk 10,7 .
- Der zweite Clemensbrief zitiert Jesaja 54,1 als Gottes Wort:

„Denn die Einsame hat jetzt viel mehr Söhne als die Vermählte, spricht der Herr.“

Der übernächste Satz sagt:

„Und wieder eine andere Schrift sagt [Mt 9,13]: ‚Denn ich bin gekommen, um die Sünder zu rufen, nicht die Gerechten.‘ Er [Gott] meint das wirklich …“

Der älteste Katalog zum NT, der Kanon Muratori (ca. 170), umfasst auch die Offenbarung des Petrus (mit Vorbehalten), aber nicht die heute kanonischen Briefe 1. und 2. Petrus, Hebräer, Jakobus und 3. Johannes.
Irenäus von Lyon stellte um 185 n. Chr. seine kanonische Liste inspirierter Schriften zusammen, in der der Philemon-, 2. Petrus-, 2. und 3. Johannes-, Hebräer- und Judas-Brief fehlen, aber zusätzlich der Hirte des Hermas aufgeführt ist. Er legte auch die Zahl der Evangelien auf vier fest, „keines mehr und keines weniger“, und begründete dies mit den vier Gesichtern der Cherubim und den vier Himmelsrichtungen, in die die Kirche sich ausdehnen müsse.

### Drittes Jahrhundert
Origenes bespricht ca. 230 in seinen Kommentaren alle heute im NT enthaltenen Werke ausführlich, bezeichnet allerdings neben vier nicht in das NT aufgenommenen Werken (Barnabasbrief, Hirt des Hermas, Didache, Hebräerevangelium) auch sechs kanonische Briefe (Hebräer, 2. Petrus, 2. und 3. Johannes, Jakobus, Judas) als umstritten. In seinen Homilien zu Josua präsentierte Origenes bereits eine Liste neutestamentlicher Schriften, die mit dem 27-Schriften-NT übereinstimmt.
Auch die Kanonizität der Offenbarung des Johannes war damals im Osten noch umstritten.

### Viertes Jahrhundert
Die aus dieser Zeit erhaltenen Handschriften (z. B. Codex Sinaiticus, Codex Alexandrinus) spiegeln diese Meinungsvielfalt in den in ihnen enthaltenen Werken wider, indem ersterer den Hirten des Hermas und den Barnabasbrief, letzterer die beiden Clemensbriefe enthält.
Eusebius von Caesarea stellte um 300 in seiner Kirchengeschichte dar, wie die Kirchen des Römischen Reiches neutestamentliche Schriften einschätzten. Hier bahnt sich der spätere 27-Bücher-Kanon an, indem später jene Schriften, die Eusebius als „umstritten“ (als „Antilegomena“) bezeichnet, „die aber bei den meisten in Ansehen stehen“, aufgenommen wurden. Diese spätere Entscheidung – wie sie dann von Athanasius vollzogen wurde – war also „inklusiv“. Kyrill von Jerusalem führt um die Mitte des 4. Jahrhunderts in Jerusalem in seinen katechetischen Vorträgen einen Kanon auf, der bis auf die Offenbarung des Johannes alle Bücher des Neuen Testaments enthält. Athanasius von Alexandria führt 367 im 39. Osterfestbrief alle Bücher des heutigen Neuen Testaments auf, weicht im Alten Testament aber noch etwas von der heute üblichen Liste ab, indem er das Buch des Baruch und den Brief des Jeremia mit aufnimmt und das Buch Ester weglässt. Gregor von Nazianz listet in einem Gedicht alle Bücher des heutigen Neuen Testaments bis auf die Offenbarung des Johannes auf.
Die wahrscheinlich unter Damasus I. entstandene Liste der biblischen Bücher, die im Decretum Gelasianum überliefert ist, entspricht sehr weitgehend dem heutigen Kanon der römisch-katholischen Kirche.
Die dritte Synode von Karthago, eine lokale Synode, die nur für den Bereich Nordafrika sprach, erkannte 397 den Kanon an (46 Schriften aus dem Alten, 27 aus den Neuen Testament) und verbot, andere Schriften im Gottesdienst als göttliche Schriften zu verlesen.

### Mittelalter
Die im neuzeitlichen Protestantismus geprägte Vorstellung, dass der Kanon des Neuen Testaments seit dem 4. Jahrhundert eindeutig feststand, kann allerdings für die mittelalterliche Bibel nicht ohne Einschränkungen bestätigt werden. Die vorreformatorische mittelalterliche Bibel ist neben einem festen Kernbestand durch poröse Ränder gekennzeichnet, sodass aus moderner Sicht außerbiblische Schriften wie das Protoevangelium des Jakobus lange Zeit auf Augenhöhe mit den kanonischen Evangelien gelesen werden konnten. Der pseudepigraphische Laodizenerbrief, ein apokrypher Paulusbrief, war zwar bereits in der Spätantike von Hieronymus abgelehnt worden, wurde in manchen Handschriften der Vulgata aber dennoch jahrhundertelang als kanonischer Paulusbrief überliefert und war auch in allen 17 deutschen Übersetzungen des Neuen Testaments vor der Lutherbibel enthalten. Die Entstehung eines geschlossenen neutestamentlichen Bibelkanons ist im Wesentlichen ein Produkt des 16. Jahrhunderts, als reformatorische Kanonkritik und die darauf reagierenden Reformbeschlüsse des Konzils von Trient erstmals und zunächst nur im Westen scharfe Grenzen zwischen kanonischen und nichtkanonischen Büchern zogen. 1531 kam mit der Zürcher Bibel die erste gedruckte vollständige Bibelausgabe auf den Markt. Die Beschlüsse reformierter Synoden in den Jahrzehnten nach Trient führten zu einer faktischen Kanonisierung der Lutherbibel in den lutherisch beeinflussten Kirchen.

## Mittelalter und Reformation
Die formale Kanonisierung der biblischen Schriften fand erst im 4. Jahrhundert statt. Letztlich jedoch war die christliche Kanonisierung ein wandlungsvoller Prozess. Grundlage war zu jener Zeit die Septuaginta, die griechische Übersetzung des Tanach und einiger weiterer Schriften. Für die katholische Kirche entfaltete allerdings die lateinische Neuübersetzung durch Hieronymus, die Vulgata, wesentlich größere Bedeutung. Im lateinischen Westen des Reiches war man zunehmend nicht mehr in der Lage, mit der griechischen Septuaginta zu arbeiten.
Das änderte sich erst mit der Renaissance, in der humanistische Gelehrte wie der Hebraist Johannes Reuchlin und der Gräzist Erasmus von Rotterdam ein neues Interesse für die Antike zu wecken verstanden. Mit dem Ruf ad fontes sollte historisch – und auch bald theologisch – nach den originalen Quellen gefragt werden. Bahnbrechend waren die nun mit Hilfe der neu erfundenen Drucktechnik auch in entsprechenden Größenordnungen verlegten ersten Textausgaben in der Ursprache. Für das hebräische Alte Testament war das die Ausgabe von Jakob ben Chaim, 1524/25 in Venedig bei Daniel Bomberg publiziert („Bombergiana“). (Vgl. 1516 die Ausgabe des griechischen NT durch Erasmus.)
Auch im Zuge der Reformation wurde der bisher übliche Umfang des Kanons des Alten Testaments, der sich an der Septuaginta orientierte, in Frage gestellt. Martin Luther orientierte sich bei seiner Übersetzung des Alten Testaments am jüdischen, hebräischen Kanon, der – um 100 n. Chr. in seinem heutigen Umfang festgelegt – weniger Schriften umfasste als die um 200 v. Chr. entstandene Septuaginta (d. h. ohne die Bücher Judith, Tobit, teilweise Daniel und Ester, Makkabäer, Sirach, Weisheit und Baruch). Allerdings hielt Martin Luther die über den hebräischen Bestand hinaus in der Septuaginta vermittelten Schriften dennoch für Bücher, so der Heiligen Schrift nicht gleich gehalten, und doch nützlich und gut zu lesen sind; ähnlich sieht es auch die Anglikanische Kirche.

„Daneben sind nochmals andere Bücher in der Bibel enthalten: das 3. und 4. Buch Esra, das zweite Buch Esther, Tobias, Judith, Susanna, Beel und die Makkabäerbücher, dazu das Buch Baruch, das Buch der Weisheit und die Sprüche der Weisen; diese werden zwar alle in der Kirche gelesen und haben ihren Sinn und Zweck, sie werden aber den vorher erwähnten Büchern [Jesaja, Jeremia usw.] nicht gleichgestellt. Denn man pflegt nicht mit diesen Büchern zu argumentieren in Streitfragen der Religion usw.“

Die eher calvinistisch geprägten Traditionen innerhalb des Protestantismus verwerfen diese Bücher jedoch meist vollständig.
Die Katholische Kirche legte sich daraufhin im Zuge der Gegenreformation, allerdings erst nach einigen Auseinandersetzungen, und lehramtlich verbindlich im Konzil von Trient auf den Umfang der lateinischen Vulgata fest. Die lutherischen Kirchen haben den Umfang des Kanons weder für das Alte noch für das Neue Testament jemals in einem offiziellen Bekenntnistext festgelegt, sich aber faktisch an die Entscheidung Luthers gehalten. Die Offenheit des Kanonumfangs konnte aber auch theologisch-programmatisch begründet werden. Die reformierten Kirchen haben in ihren Bekenntnistexten den Umfang des biblischen Kanons durch Kanonlisten klar definiert, die letztendlich dem von Luther festgelegten Kanon entsprechen. Zugleich werden – im Gegensatz zur Auffassung Luthers, der sie zwar nicht als normativ, aber doch nützlich ansah – die deuterokanonischen Schriften völlig abgelehnt; insofern war es ein Novum, als 2019 im Rahmen der Neuübersetzung der Zürcher Bibel auch die deuterokanonischen Schriften mit Berücksichtigung fanden, um damit ein ökumenisches Signal zu senden. In der Ostkirche ist der Umfang des Schriftenkanons ebenfalls nie eindeutig definiert worden.
Insofern griffen die Reformatoren auf den hebräischen Kanon des Tanach zurück, während die katholische Kirche an der Vulgata und die Orthodoxe Kirche an der Septuaginta festhielt.
Insofern besteht heute zwischen orthodoxen, römisch-katholischen und protestantischen Kirchen Uneinigkeit bezüglich der nicht im Tanach enthaltenen Schriften, die je nach Standpunkt als (alttestamentliche) Apokryphen oder Deuterokanonische Schriften bezeichnet werden. Für evangelisch-katholische Gemeinschaftsprojekte hat sich darüber hinaus der Begriff „Spätschriften des Alten Testaments“ eingebürgert.